# Cholet-Pays de Loire 2004
La Cholet-Pays de Loire 2004, ventisettesima edizione della corsa e valida come evento del circuito UCI categoria 1.2, fu disputata il 21 marzo 2004 su un percorso di 202  km. Fu vinta dal belga Bert De Waele che giunse al traguardo con il tempo di 5h09'07" alla media di 39,208  km/h.
Partenza con 125 ciclisti di cui 67 tagliarono il traguardo.

## Ordine d'arrivo (Top 10)
| Pos. | Corridore           | Squadra           | Tempo    |
| ---- | ------------------- | ----------------- | -------- |
| 1    | Bert De Waele       | Landbouwkrediet   | 5h09'07" |
| 2    | Didier Rous         | La Boulangère     | a 5"     |
| 3    | Thor Hushovd        | Crédit Agricole   | s.t.     |
| 4    | Fränk Schleck       | CSC               | s.t.     |
| 5    | Frédéric Guesdon    | Fdjeux.com        | a 6"     |
| 6    | Jurgen Van de Walle | Chocolade Jacques | a 10"    |
| 7    | Vladimir Gusev      | CSC               | a 54"    |
| 8    | Pierrick Fédrigo    | Crédit Agricole   | s.t.     |
| 9    | Jan Kuyckx          | Vlaanderen        | s.t.     |
| 10   | Franck Pencolé      | Oktos             | a 1'08"  |